# Daisy Dick
Katherine Mary "Daisy" Dick Berkeley est une cavalière britannique de concours complet née le 29 mars 1972 à Oxford. Lors des Jeux équestres mondiaux de 2006, elle est médaille d'argent par équipe dans la discipline.
En 2008, aux Jeux olympiques de Pékin, elle remporte la médaille de bronze par équipe en concours complet.